# Onthophagus alluaudi
Onthophagus alluaudi là một loài bọ cánh cứng trong họ Bọ hung (Scarabaeidae).